# Life'll Kill Ya
Life'll Kill Ya è il decimo album in studio del cantautore statunitense Warren Zevon, pubblicato il 25 gennaio 2000 dalla Artemis Records.

## Tracce
Testi e musiche di Warren Zevon, eccetto dove indicato.
1. I Was in the House When the House Burned Down – 3:04
2. Life'll Kill Ya – 2:47
3. Porcelain Monkey – 3:32 (Jorge Calderón, Warren Zevon)
4. For My Next Trick I'll Need a Volunteer – 3:13
5. I'll Slow You Down – 3:13
6. Hostage-O – 4:05
7. Dirty Little Religion – 3:11
8. Back in the High Life Again – 3:13 (Will Jennings, Steve Winwood)
9. My Shit's Fucked Up – 2:45
10. Fistful of Rain – 5:19 (Jorge Calderón, Warren Zevon)
11. Ourselves to Know – 3:18
12. Don't Let Us Get Sick – 3:05

## Classifiche
| Classifica (2000) | Posizione massima |
| ----------------- | ----------------- |
| Stati Uniti       | 173               |